# Maurice Hacot
Pour les articles homonymes, voir Hacot.
Maurice Hacot, né en 1896, mort en 1976, est un soldat français célèbre pour avoir reçu la demande télégraphique d'armistice de la Première Guerre mondiale de la part des autorités allemandes.

## Biographie
Habitant d'Auchel (Pas-de-Calais), il est, avant guerre, électricien à Hazebrouck (Nord). Ses connaissances en électricité lui valent pendant la Première Guerre mondiale, de servir dans les transmissions. Il est affecté comme caporal au centre radio-télégraphique de la tour Eiffel qui sert à assurer les transmissions entre l'état-major et les différents quartiers généraux. Le 5 novembre 1918, à 6 h du matin, Maurice Hacot reçoit un message morse non crypté émis de Spa en Belgique. Il s'agit de la demande d'armistice de l'état-major allemand. Le message dit « Allô Eiffel, Allô Eiffel, vous entendez, ici GQG allemand de Spa. Nous désirons entrer en relations avec vous en vue de pourparlers sur un éventuel armistice ». Il le transmet au colonel Ferrié[source insuffisante], qui dirige le centre de radiotélégraphie.
Maurice Hacot participe à la Seconde Guerre mondiale à la tête du corps des électriciens de campagne.
Il fut ingénieur chef de district de la société béthunoise de l'énergie et de l'électricité (SBEE).
Il repose au cimetière municipal d'Auchel dans le Pas-de-Calais.